# Hans Weidenbrück
Hans Weidenbrück war ein Kaufmann (Tabakhändler) aus Bonn und Pächter der Nürburger Gemeindejagd. Er gilt als der „Vater des Nürburgrings“.
Weidenbrück diskutierte am Rande des 2. Eifelrennens, das vom 17. bis 19. Juli 1924 bei Nideggen stattfand, mit Hans Pauly, Gemeindevorsteher von Nürburg, und Xaver Weber, Bäcker, Kreistags- und Kreisausschussmitglied von Adenau, über die Gefahren des Motorsports und Motorsportveranstaltungen, die damals auf öffentlichen Landstraßen stattfinden. Weidenbrück erinnert vehement an die Planungen einer Rennstrecke von 1907, die zwischenzeitlich wegen finanzieller Probleme und mangelnden Interesses am Motorsport begraben wurden. Weidenbrück redete beim Allgemeinen Deutschen Automobil-Club vor und gründete anschließend einen eigenen Verkehrsclub, der sich den Bau einer solchen Rennstrecke zum Ziel machte.
Am 10. Juli 1925 fand ein erstes kleines Rennen vom ADAC Köln auf der Strecke Adenau – Breitscheid – Döttingen – Boos – Kelberg – Breitscheid statt. Am 18. Juni 1927 wurde diese Rennstrecke bei Adenau unter dem Namen Nürburgring eröffnet.